# Bactrocera absidata
Bactrocera absidata
 es una especie de díptero que Drew describió por primera vez en 1989. Bactrocera absidata pertenece al género Bactrocera de la familia Tephritidae.